# Día Mundial de la Jardinería al Desnudo
El Día Mundial de la Jardinería al Desnudo (WNGD por sus siglas en inglés) es un evento internacional que se celebra anualmente el primer sábado de mayo para practicar la jardinería «libre de ropa». En 2018, la Federación Naturista de Nueva Zelanda adoptó el último fin de semana de octubre como Día Mundial de la Jardinería Desnuda ya que se adaptaba mejor a la primavera del hemisferio sur.

## Historia
El WNGD fue fundado y organizado por Mark Storey, editor de la revista Nude & Natural, y el permaculturalista Jacob Gabriel, como un proyecto de Body Freedom Collaborative (BFC). Storey quiso que BFC llevase a cabo «bromas» con posicionamiento político, como aparecer espontáneamente en un entorno urbano y dedicarse a la jardinería de guerrilla.
En el New York Daily News, Storey señaló que WNGD no es propiedad de ninguna organización. «Ninguna organización en particular es dueña del Día Mundial de la Jardinería Desnuda», dijo Storey, «y en realidad no es una gran reunión de horticultores en Seattle que poden arbustos juntos».
A pesar de que ambos fundadores no financiaron de ninguna manera el WNGD para promoverlo, el fenómeno se ha extendido rápidamente por todo el mundo. Tan solo crearon un sitio web al principio, y luego pasaron a un segundo plano. Esto es porque, según ellos, practicar jardinería «libre de ropa» era de por sí una idea valiosa y confiaban en que iba a crecer orgánicamente por sí sola.
WNGD cuenta con el respaldo de The Naturist Society, Clothes Free International y American Association for Nude Recreation (AANR), entre otros. Desde 2012, Storey es el líder del proyecto de WNGD.
El primer Día Mundial de la Jardinería Desnuda anual tuvo lugar el 10 de septiembre de 2005. En 2007, la fecha del evento se trasladó al primer sábado de mayo; a partir de 2018, el evento todavía se lleva a cabo el primer sábado de mayo. En 2018, sin embargo, la Federación Naturista de Nueva Zelanda adoptó el último fin de semana de octubre como Día Mundial de la Jardinería Desnuda; se consideró que esta fecha se adaptaba mejor a las estaciones del hemisferio sur. En Canadá, el primer sábado de mayo puede ser bastante bueno para la jardinería desnuda, por lo que se sugirió una fecha alternativa del primer sábado de junio como el Día Canadiense de la Jardinería Desnuda (Naked Canadian Gardening Day).

## Motivación
Según el programa Today de NBC, WNGD «se ha convertido en una tradición anual que celebra el deshierbe, la plantación de flores y la poda de setos». Si bien está vinculado a un movimiento nudista que promueve la aceptación sana y sin vergüenza del cuerpo humano, el día está destinado a ser divertido, alegre y apolítico, dicen los fundadores».
Los organizadores afirman que «además de ser liberador, la jardinería nudista ocupa el segundo lugar después de la natación como una actividad que la gente está más dispuesta a considerar hacer desnuda».
Más allá de la positividad corporal, Corky Stanton de Clothes Free International, una organización que promueve la recreación desnuda, ha afirmado que el evento ofrece los «beneficios adicionales de la recreación desnuda y descarada: la satisfacción de hacer ejercicio al aire libre; el atractivo de un bronceado; más vitamina D en todo el cuerpo; la inmejorable experiencia de bañarse desnudos si el evento naturista involucra una playa o un lago».

## Espacio público vs. privado

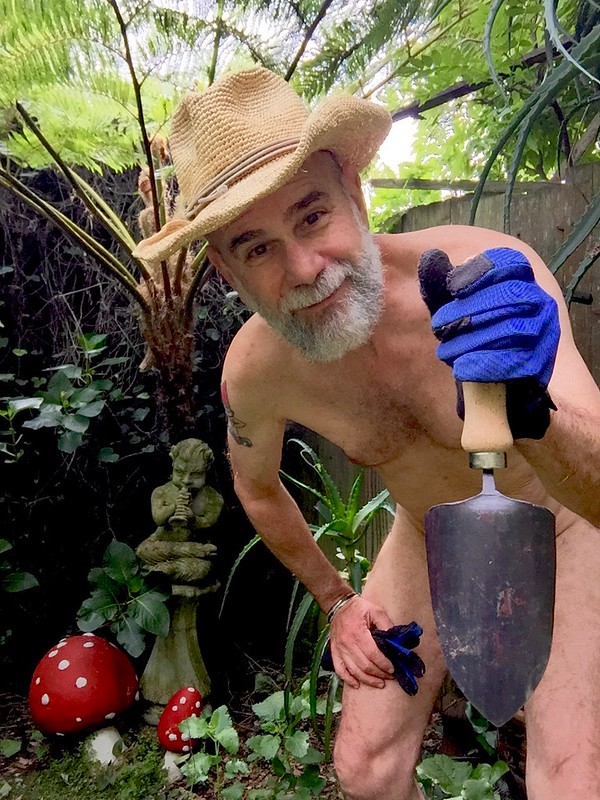
Señor en jardín privado de California participa en el WNGD.

Si bien el evento se celebra con mayor frecuencia en áreas apartadas, BFC primero dio inicio al evento con su característico «bromismo guerrillero» (guerrilla pranksterism) e hizo una sesión de fotos en un parque público. Otro año, Storey y Gabriel solicitaron la ayuda de los usuarios locales de la playa en un parque de playa no oficial con ropa opcional en el lago Washington, en Seattle. Muchas personas optan por no aventurarse más allá de la relativa seguridad de las áreas no públicas. Durante el quinto Día Mundial de la Jardinería Desnuda anual en el Reino Unido, celebrado en 2010, los organizadores alentaron a las personas a ir desnudas en sus jardines privados o en parques públicos.

## Otras lecturas
- Nude & Natural 'N' Trends: Let's Have a World Naked Gardening Day by Mark Storey, 25.1, Pgs. 3-5, Autumn 2005. Mark Storey introduces the concept to N readers for the first time, before the event took place on September 10, 2005.
- The Naturist Society (TNS), "WNGD Blooms for a Sixth Year Archivado el 4 de marzo de 2016 en Wayback Machine." by Mark Storey, April 2010. newsletter
- The Naturist Society (TNS), Nude & Natural Newsletter, "World Naked Gardening Day 2006 Archivado el 4 de marzo de 2016 en Wayback Machine." by Mark Storey, August 2006
- North, Jay. "The Windowsill Organic Gardener: Organic Gardening For The Urban Grower", CreateSpace Independent Publishing Platform (June 20, 2011)

- Datos: Q2711493
- Multimedia: World Naked Gardening Day / Q2711493